# 山口県道254号長府停車場線
山口県道254号長府停車場線（やまぐちけんどう254ごう ちょうふていしゃじょうせん）は、山口県下関市を通る一般県道である。

## 概要
JR西日本山陽本線 長府駅から国道2号に至る。本路線上には1969年（昭和44年）10月29日まで山陽電気軌道（現：サンデン交通）の路面電車（長関線）が通っていた。

### 路線データ
- 起点：下関市長府松小田本町（JR西日本山陽本線 長府駅前）
- 終点：下関市長府松小田本町（長府駅前交差点、国道2号交点）

## 地理

### 通過する自治体
- 下関市

### 交差する道路
| 交差する道路         | 交差する場所   | 交差する場所          |
| -------------------- | -------------- | --------------------- |
| 国道2号 国道9号 重複 | 長府松小田本町 | 長府駅前交差点 / 終点 |

### 沿線
- JR西日本山陽本線 長府駅
- 下関競艇場